# Maharajganj (dystrykt)
Maharajganj (Hindi: महाराजगंज जिला) – dystrykt w stanie Uttar Pradesh w północnych Indiach. Stolicą jest miasto Maharajganj.